# Jacob Kiplimo
Jacob Kiplimo (* 14. November 2000 in Taragon, Distrikt Kween) ist ein ugandischer Leichtathlet, der sich auf den Langstreckenlauf spezialisiert hat. Auch sein jüngerer Bruder Oscar Chelimo ist als Langstreckenläufer erfolgreich. Kiplimo hält seit November 2021 den Weltrekord über die Halbmarathondistanz und wurde 2023 und 2024 Weltmeister im Crosslauf sowie 2020 im Halbmarathon.

## Sportliche Karriere
Erste internationale Erfahrungen sammelte Jacob Kiplimo im Jahr 2016, als er bei den U20-Weltmeisterschaften in Bydgoszcz im 10.000-Meter-Lauf in 27:26,68 min die Bronzemedaille gewann. Er qualifizierte sich mit 15 Jahren über 5000 Meter für die Olympischen Spiele in Rio de Janeiro, bei denen er aber mit 13:30,40 min in der ersten Runde ausschied. Bei den Crosslauf-Weltmeisterschaften 2017 in Kampala gewann er in 22:40 min das Juniorenrennen der Herren. Im 5000-Meter-Lauf nahm er an den Weltmeisterschaften in London teil und schied dort mit 13:30,92 min in der Vorrunde aus. Bei den Commonwealth Games 2018 im australischen Gold Coast trat er über 10.000 Meter an und belegte in 27:30,25 min den vierten Platz. Im Juli nahm er erneut an den U20-Weltmeisterschaften im finnischen Tampere teil und gewann dort in 27:40,36 min die Silbermedaille über 10.000 Meter hinter dem Kenianer Rhonex Kipruto. Zudem erreichte er über 5000 Meter Platz sechs in 13:23,35 min.
Bei den Crosslauf-Weltmeisterschaften 2019 belegte der 18-Jährige im März in Aarhus in 31:44 min den zweiten Rang hinter seinem Landsmann Joshua Cheptegei und wurde Weltmeister in der Teamwertung. Im November siegte er dann beim MTN Kampala Halb-Marathon.
Im Jahr darauf verbesserte er den ugandischen Landesrekord im 3000-Meter-Lauf auf 7:26,64 min und siegte Mitte Oktober bei den Halbmarathon-Weltmeisterschaften in Gdynia mit neuem Meisterschaftsrekord von 58:49 min und ist damit der erste Langstreckenläufer aus Uganda, der bei diesen Meisterschaften eine Goldmedaille gewann. Beim Valencia-Halbmarathon am 6. Dezember steigerte er sich auf 57:37 min und blieb damit 24 Sekunden unter dem alten Weltrekord des Kenianers Geoffrey Kamworor. Die Zeit reichte in diesem Rennen allerdings nur für den zweiten Platz, weil Kibiwott Kandie aus Kenia in der neuen Weltrekordzeit von 57:32 min siegte.
Bei seinem ersten Bahnrennen im Jahr 2021 in Ostrava lief Kiplimo über 10.000 Meter in 26:33,93 min die siebtschnellste Zeit aller Zeiten über diese Distanz, wobei er die zweite Hälfte des Rennens in 13:06,60 min lief. Beim 10.000-Meter-Lauf der Olympischen Spiele in Tokio kam er mit einer Zeit von 27:43,88 min als Dritter ins Ziel und sicherte sich so hinter Selemon Barega und Joshua Cheptegei die Bronzemedaille. Über die 5000 Meter wurde er mit einer Zeit von 13:02,40 min Fünfter. Am 21. November 2021 gelang Kiplimo beim Meia Maratona de Lisboa mit 57:31 min ein neuer Weltrekord. Seine Durchgangszeit von 40:27 min über die 15 Kilometer war zudem die schnellste jemals gelaufene Zeit über diese Distanz, diese konnte wegen eines fehlenden offiziellen Messpunkts nicht anerkannt werden.
Am 17. Februar 2022 gewann Kiplimo beim Ras Al Khaimah Halbmarathon in einer Zeit von 57:56 min, nachdem er nach schnellen Durchgangszeiten von 26:56 min über 10 Kilometer und 40:43 min über 15 Kilometer das Tempo nicht ganz bis ins Ziel halten konnte. Wie beim Meia Maratona de Lisboa wurde diese Zeit aber nicht offiziell als neue Weltbestleistung anerkannt. Ende Juni wurde er bei der Bauhaus-Galan in 7:29,55 min Dritter über 3000 Meter und bei den Weltmeisterschaften in Eugene gewann er in 27:27,97 min die Bronzemedaille über 10.000 Meter hinter seinem Landsmann Joshua Cheptegei und Stanley Mburu aus Kenia. Kurz darauf siegte er bei den Commonwealth Games in Birmingham in 13:08,08 min über 5000 Meter sowie in 27:09,19 min auch über 10.000 Meter. Im September siegte er dann in 59:33 min beim Great North Run. Im Februar 2023 siegte Kiplimo bei den Crosslauf-Weltmeisterschaften 2023 im australischen Bathurst. Etwa einen Monat später konnte er auch den New-York-City-Halbmarathon für sich entscheiden. Bei beiden Rennen gewann er unter anderem gegen seinen Landsmann und Olympiasieger Joshua Cheptegei. Im Juni wurde er in 12:41,73 min über 5000 Meter Zweiter bei den Bislett Games. Im Jahr darauf verteidigte er bei den Crosslauf-Weltmeisterschaften in Belgrad in 28:09 min seinen Titel und sicherte sich in der Teamwertung die Silbermedaille. Im Mai wurde er bei den Bislett Games in 12:40,96 min Dritter über 5000 Meter und anschließend belegte er bei den Olympischen Spielen in Paris in 26:46,39 min den achten Platz über 10.000 Meter.
2024 wurde Kiplimo ugandischer Meister im Crosslauf.

## Persönliche Bestleistungen
- 1500 Meter: 3:50.24 min, 7. Mai 2016 in Arezzo
- 3000 Meter: 7:26,64 min, 17. September 2020 in Rom, 
  - 3000 Meter (Halle): 8:12,93 min, 20. Februar 2016 in Padova
- 2 Meilen: 8:10.16 min, 21. August 2021 in Eugene
- 5000 Meter: 12:40,96 min, 30. Mai 2024 in Oslo
- 10.000 Meter: 26:33,93 min, 19. Mai 2021 in Ostrava
- 10-km-Straßenlauf: 26:48 min, 14. Januar 2024 in Valencia
  - 10-km-Straßenlauf: 26:32 min, 31. Dezember 2024 in Madrid (nicht bestenlistenfähig, abfallender Kurs)
- 15-km-Straßenlauf: 40:42 min, 17. November 2024 in Nijmegen (Weltbestzeit)
- Halbmarathon: 56:42 min, 16. Februar 2025 in Barcelona,
- Marathon: 2:03:37 h, 27. April 2025 in London,